# 纳得克·钉宫
白瑞·納得克·釘宮（羅馬化：Barry Nadech Kugimiya；1991年12月17日—），又譯白瑞·納得克·庫吉米亞，泰国男演員。

## 个人生活

### 血统
纳得克·钉宫拥有奧地利人與華裔泰國人血統。之前官方公佈為日華混血，實際上為奧地利人和與華裔泰國人混血。因為日本養父父愛如山，為了表示對日本養父的尊重及养育之恩，才对外公佈自己为日泰混血。

### 相貌
纳得克·钉宫的混血面孔神似许多知名男艺人，如歌手王力宏。此外，他曾被媒体评为“泰国金城武”、“泰国趙又廷”及“泰国彭于晏”。

## 演艺经历
纳得克·钉宫被星探挖掘（纳得克與七台藝人Weir為鄰里），以模特儿的身份進入演藝圈後陸續接拍時尚雜誌及代言廣告。
纳得克·钉宫在高中時期拍攝第一部電視劇《愛的陰霾》 ，並於2010年4月在泰國第3電視台播出。2010年初成功選角泰國第3電視台40周年台慶劇四部曲4《圓夢山莊》，或译《築夢莊園》，與金伯莉·安妮·蒂阿姆斯里、普林·苏帕拉及Boy共同主演，並與乌拉萨雅·斯帕邦德領銜主演四部曲中第二部《情牽太陽雨》，主演農場主Fai。
出色的演绎使纳得克·钉宫一炮而紅，廣告代言、商業活動、電視電影劇本等接踵而至，成為當紅的新人。也使他與烏拉薩雅·斯帕邦德成為泰國第3電視台的新生代官配。2011年，他们又在電視劇《愛與罰》（或译作《愛情遊戲》）以及《這是誰的土地》中合作。
其為马里奥·毛瑞尔同門師弟。

## 影视作品

### 電視劇
| 年份 | 電視劇                   | 角色                                    | 備註             |
| ---- | ------------------------ | --------------------------------------- | ---------------- |
| 2010 | 《愛的陰霾》             | Nawa                                    |                  |
| 2010 | 《築夢莊園四部曲之心火》 | Akkanee                                 | 三台40周年台慶劇 |
| 2011 | 《愛與惡的遊戲》         | Saichon / Charles                       |                  |
| 2012 | 《爭田鬥氣愛上妳》       | Athit                                   | 翻拍劇           |
| 2013 | 《欲念之力》             | Pittaya                                 |                  |
| 2014 | 《日冕之戀》             | Ryu Onitsuka                            |                  |
| 2014 | 《烈陽夢痕》             | Ryu Onitsuka                            |                  |
| 2015 | 《風之戀》               | Pranon（Pran）                          |                  |
| 2015 | 《綠野心蹤》             | Nai Singh                               |                  |
| 2017 | 《換錯身愛對人》         | Ramin                                   |                  |
| 2018 | 《公主羅曼史》           | Davin Samutyakorn                       |                  |
| 2019 | 泰版《來自星星的你》     | Achira / Khun Luang Kua                 |                  |
| 2021 | 《伊森情歌》             | Tarakorn（Kiew）                        |                  |
| 2022 | 《金娜麗之紋》           | Aok Luang Indra Ratchpakdee（Luang In） |                  |

### 電影
| 年度   | 名稱           | 角色           | 備註 |
| ------ | -------------- | -------------- | ---- |
| 2013   | 《日落湄南河》 | Kobori（小堀） |      |
| 2018   | 《三面娜迦2》  | Pongprap       |      |
| 2020   | 《騙騙愛上你》 | Tower          |      |
| 2023   | 《噬魂灵声》   | 亚克（Yak）    |      |
| 筹备中 | 《噬魂灵声2》  | 亚克（Yak）    |      |

## 外部鏈接
- 纳得克·钉宫的Instagram帳戶
- 纳得克·钉宫在豆瓣上的资料（简体中文）